# Jonathan Orellana
Jonathan Osvaldo Orellana Beise (Santiago, Metropolitana, Chile, 3 de marzo de 1979) es un exfutbolista y actual entrenador en Rancho Santana FC de la Liga Primera de Nicaragua.

## Trayectoria

### Como jugador
Luego de realizar divisiones inferiores en Colo-Colo, Magallanes, Cobreloa y Unión Española, inició su carrera profesional en Barnechea de la Tercera División de Chile durante el año 2000. Al año siguiente, pasó a defender los colores de Deportes Copiapó de la Primera B por 3 temporadas, para el año 2005 defender los colores de Unión Española, en donde se coronó como campeón del Torneo Apertura 2005.Tras pasar por Santiago Morning y Unión La Calera en 2006, Fernández Vial en 2007, el año 2008 termina su carrera como futbolista defendiendo nuevamente a Deportes Copiapó.

### Como entrenador
Comenzó su carrera en 2015 como ayudante de Víctor Rivero en San Luis, dirigiendo en paralelo a las divisiones inferiores canarias. Luego, paso a dirigir las inferiores de Everton entre 2016 y 2018, logrando 5 títulos en la categoría sub-19 y un invicto de 32 partidos. En 2019 es anunciado como el nuevo entrenador de Deportes Limache de la Tercera División de Chile.Tras empatar con Municipal Santiago y una seguidilla de malos resultados, en julio de 2019 es despedido del banco tomatero.
Entre 2020 y 2021 ofició como ayudante de Juan Pablo Vojvoda en Unión La Calera. En diciembre de 2021 es anunciado como el nuevo entrenador de Unión San Felipe de la Primera B chilena con vistas a la temporada 2022.En agosto de 2022, y pese a ubicarse en la tercera posición de la Primera B, es despedido del conjunto sanfelipeño,debido a la inconformidad del dueño del club con el estilo de juego del equipo.
En enero de 2023 es anunciado como nuevo adiestrador de Fernández Vial de la Segunda División chilena.Tras finalizar en la tercera posición en el torneo 2023, en noviembre se anuncia que su contrato no será renovado. El 30 de noviembre, es anunciado su regreso a Unión San Felipe con vistas a la temporada 2024. El 8 de abril, con el equipo sanfelipeño como colista de la Primera B y 1 victoria en 7 partidos, es anunciado su salida del banco del Uní-Uní.
El 16 de abril de 2024 es anunciado como el nuevo entrenador de Concón National de la Segunda División chilena. En enero de 2025 es anunciado como el nuevo entrenador de Rancho Santana de la Liga Primera de Nicaragua.En marzo de 2025, fue acusado por el jugador de su equipo Jeremías Hurtado de agredirlo mediante un golpe de puños.

## Clubes

### Como jugador
| Club             | País  | Año       |
| ---------------- | ----- | --------- |
| Barnechea        | Chile | 2000      |
| Deportes Copiapó | Chile | 2001-2004 |
| Unión Española   | Chile | 2005      |
| Santiago Morning | Chile | 2006      |
| Unión La Calera  | Chile | 2006      |
| Fernández Vial   | Chile | 2007      |
| Deportes Copiapó | Chile | 2008      |

### Como ayudante
| Club               | País  | Año       | Entrenador         |
| ------------------ | ----- | --------- | ------------------ |
| San Luis           | Chile | 2015      | Víctor Rivero      |
| Unión La Calera    | Chile | 2020-2021 | Juan Pablo Vojvoda |
| Santiago Wanderers | Chile | 2021      | Víctor Rivero      |
| Unión San Felipe   | Chile | 2021      | Víctor Rivero      |

### Como entrenador
| Club              | País      | Año       | P   | PG | PE | PP | Rendimiento |
| ----------------- | --------- | --------- | --- | -- | -- | -- | ----------- |
| Deportes Limache  | Chile     | 2019      | 16  | 7  | 5  | 4  | 54.17%      |
| Unión San Felipe  | Chile     | 2022      | 26  | 13 | 7  | 6  | 58.97%      |
| Fernández Vial    | Chile     | 2023      | 28  | 10 | 11 | 7  | 48.81%      |
| Unión San Felipe  | Chile     | 2024      | 7   | 1  | 0  | 6  | 14.29%      |
| Concón National   | Chile     | 2024      | 20  | 9  | 4  | 7  | 51.67%      |
| Rancho Santana FC | Nicaragua | 2025-Act. | 14  | 3  | 4  | 7  | 30.95%      |
| Total             | Total     | Total     | 111 | 43 | 31 | 37 | 48.05%      |

## Palmarés

### Como jugador

#### Campeonatos nacionales
| Título           | Club           | País  | Año     |
| ---------------- | -------------- | ----- | ------- |
| Primera División | Unión Española | Chile | AP-2005 |